# پس از میلاد (مجموعه بازی)
آنو (به انگلیسی: Anno) به معنای پس از میلاد یک سری بازی در سبک راهبرد بی‌درنگ که شبیه سازی کسب و کار و ساخت شهر است.

## بازی‌ها
| سری | نام بازی                             | سال  |
| --- | ------------------------------------ | ---- |
| ۱   | ۱۶۰۲ پس از میلاد:ایجاد یک دنیای جدید | ۱۹۹۸ |
| ۲   | ۱۵۰۳ پس از میلاد                     | ۲۰۰۳ |
| ۳   | ۱۷۰۱ پس از میلاد                     | ۲۰۰۶ |
| ۳   | ۱۷۰۱ پس از میلاد:غرق اژدها           | ۲۰۰۷ |
| ۴   | ۱۴۰۴ پس از میلاد                     | ۲۰۰۹ |
| ۴   | ۱۴۰۴ پس از میلاد:ونیز                | ۲۰۰۹ |
| ۵   | ۲۰۷۰ پس از میلاد                     | ۲۰۱۱ |
| ۵   | ۲۰۷۰ پس از میلاد:اقیانوس ژرف         | ۲۰۱۲ |
| ۶   | ۲۲۰۵ پس از میلاد                     | ۲۰۱۵ |
| ۸   | ۱۸۰۰ پس از میلاد                     | ۲۰۱۹ |